# Mohammad Mohebi
Mohammad Mohebi (persisch محمد محبی; * 20. Dezember 1998 in Buschehr) ist ein iranischer Fußballspieler.

## Karriere

### Klub
Er startete seine Karriere in der Jugend von Shahin Bushehr und wechselte hier zur Saison 2017/18 von der U19 in die erste Mannschaft. Nach zwei Spielzeiten zog es ihn dann ablösefrei weiter zum Sepahan FC. Zur Spielzeit 2021/22 wechselte er für 500.000 € nach Portugal, um sich dort dem CD Santa Clara anzuschließen. Von diesem ist er seit Saisonbeginn 2022/23 an Esteghlal Teheran ausgeliehen.

### Nationalmannschaft
Sein Länderspieldebüt für die A-Nationalmannschaft gab er bei einem 14:0-Sieg über Kambodscha während der Qualifikation für die Fußball-Weltmeisterschaft 2022 am 10. Oktober 2019, als er in der Startelf stand und zwei Treffer zum Endergebnis beitrug. In der 84. Minute wurde er dann für Mehrdad Mohammadi ausgewechselt.